# Jesper Strömblad
Clas Håkan Jesper Strömblad, född 28 november 1972 i Tynnereds församling, Göteborg, är en svensk gitarrist, basist, låtskrivare och producent. Strömblad var en av grundarna av, och den sista originalmedlemmen i, melodisk death metal-bandet In Flames. Han är också medlem i gruppen Dimension Zero, där han från början spelade bas men numera har bytt till gitarr.
Tillsammans med Björn Gelotte skrev Strömblad en stor del av musiken för In Flames och även för andra grupper som All Ends. Fram till 2000 skrev han också för Hammerfall, och på Hammerfalls debutalbum Glory to the Brave är det Strömblad som spelar trummor.

## Biografi

### Ceremonial Oath
Jesper Strömblad formade 1989, tillsammans med Anders Iwers, Oscar Dronjak och Mikael Andersson, heavy metal-bandet Desecrator vilket sedan utvecklades till det melodiska death metal-bandet Ceremonial Oath. Strömblad spelar bas på två demoskivor från 1990 och 1991 men lämnade bandet innan debutalbumet gavs ut året därpå.

### In Flames
In Flames, idag ett av Sveriges största band alla kategorier, grundades 1990 av Strömblad tillsammans med gitarristen Anders Iwers, basisten Johann Larsson och gitarristen Glenn Ljungström. På debutalbumet Lunar Strain, 1993, bidrar också bland andra gitarristen Oscar Dronjak samt sångaren Mikael Stanne och trummisen Anders Jivarp från Dark Tranquillity. Med In Flames har Strömblad gett ut ett antal framgångsrika studioalbum och turnerat över stora delar av världen. Albumet Come Clarity, 2006, sålde i USA 24 000 exemplar första veckan, och hamnade på 58:e plats på Billboardlistan. Bandets nionde studioalbum A Sense of Purpose gavs ut i april 2008. Av personliga orsaker deltog Strömblad i stort sett inte i bandets turnéer året därpå. Den 11 december 2009 under Taste Of Chaos-turnén inför ett slutsålt Hovet återvände Jesper med en T-Shirt med texten "Rehab is for quitters". Återkomsten blev dock kortlivad och den 12 februari 2010 tillkännagavs att Jesper Strömblad permanent lämnar In Flames.

### Hammerfall
Tillsammans med gitarristen Oscar Dronjak grundade Strömblad, då som trummis, heavy metal-bandet Hammerfall 1993. Han deltog på debutalbumet Glory to the Brave, 1997 men lämnade sedan bandet, bland annat för att koncentrera sig på In Flames. Strömblad fortsatte dock några år att bidra med att skriva musik till bandet.

### Dimension Zero
Detta sidoprojekt, skapat 1995, är Strömbland fortfarande aktiv i som gitarrist. Han startade detta thrash/death metal-band, först under namnet Agent Orange, tillsammans med Jocke Göthberg (sång), tidigare bland annat i Marduk, Hans Nilsson (trummor) och Glenn Ljungström (gitarr). Idag har Ljungström lämnat bandet och Daniel Antonsson tillkommit som gitarrist. Dimension Zeros debutalbum, Penetrations from the Lost World gavs ut 1998 och det senaste albumet He Who Shall Not Bleed kom 2007.

### Sinergy
Redan sommaren 1997 diskuterade sångerskan och keybordisten Kimberly Goss med Jesper Strömblad om att starta ett nytt band. Året därpå formades Sinergy tillsammans med gitarristen Alexi Laiho från Children of Bodom, basisten Sharlee D'Angelo från Arch Enemy  och trummisen Ronny Milianowicz från Dionysus. Strömblad deltar på debutalbumet Beware the Heavens från 1999.

### All Ends
All Ends startade som ett sidoprojekt av Strömblad och In Flames-gitarristen Björn Gelotte. Med de båda sångerskorna Emma Gelotte och Tinna Karlsdotter, samt Joseph Skansås på trummor spelade bandet in en demo 2005. Båda grundarna lämnade sedan bandet, men fortsatte skriva material för All Ends.

### Musikproduktion
I In Flames studio spelade 2007 Stockholmsbandet Degradead in sitt debutalbum, Til Death do us Apart, som producerades av H.O.R.D.E, ett produktionsteam bestående av Strömblad tillsammans med In Flames-kollegorna Björn Gelotte och Daniel Svensson.

## Diskografi

### Med Ceremonial Oath
- 1990 – Black Sermons (demo)
- 1991 – Promo 1991 (demo)

### Med In Flames

#### Demos
- 1993 – Promo Demo '93

#### Singlar
- 2002 – Cloud Connected
- 2004 – The Quiet Place
- 2006 – Take This Life
- 2006 – Dead End
- 2006 – Come Clarity
- 2008 – The Mirror's Truth
- 2008 – Alias
- 2009 – Delight and Angers

#### EP
- 1994 – Subterranean
- 1997 – Black-Ash Inheritance
- 2003 – Trigger
- 2008 – The Mirror's Truth

#### Album
- 1994 – Lunar Strain
- 1995 – The Jester Race
- 1997 – Whoracle
- 1999 – Colony
- 2000 – Clayman
- 2002 – Reroute To Remain
- 2004 – Soundtrack To Your Escape
- 2006 – Come Clarity
- 2008 – A Sense of Purpose

#### Live
- 2001 – Tokyo Showdown

#### DVD
- 2005 – Used & Abused... In Live We Trust

### Med Hammerfall
- 1997 – Glory to the Brave (på trummor)

### Med Dimension Zero
- 1996 – Screams from the Forest (demo)
- 1998 – Penetrations from the Lost World
- 2002 – Silent Night Fever
- 2003 – This is Hell
- 2007 – He Who Shall Not Bleed

### Med Sinergy
- 1999 – Beware the Heavens

### Med All Ends
- 2005 – Demo